# Hans-Liudger Dienel
Hans-Liudger Dienel (* 7. Mai 1961 in Münster; auch Lutter Dienel genannt) ist ein promovierter Historiker, der vor allem auf dem Gebiet der Technikgeschichte forscht und lehrt. Er ist bekannt durch zahlreiche wissenschaftliche Veröffentlichungen in seinem Sachgebiet. Von 1995 bis 2013 arbeitete er u. a. als Wissenschaftlicher Geschäftsführer des Zentrums Technik und Gesellschaft der Technischen Universität Berlin. Seit 2013 ist er Professor an der TU-Berlin.

## Leben
Hans-Liudger Dienel ist der zweitälteste Sohn des Soziologen Peter Dienel und dessen Ehefrau Dorothea, geborene Mallau.  Er verlebte seine Kindheit und Jugend in Loccum, Mettmann, Dover und Wuppertal-Cronenberg. Dem Zivildienst folgte eine Lehre zum Zentralheizungs- und Lüftungsbauer in Rendsburg, die er mit dem Gesellenbrief abschloss. Von 1983 bis 1989 studierte er Maschinenbau, Geschichte und Philosophie an den Universitäten Hannover und München. Seine universitäre Ausbildung ergänzte er durch einen mehrmonatigen Forschungsaufenthalt in den Vereinigten Staaten sowie durch ein viermonatiges Praktikum in Brasilien. Im April 1988 legte er seine Magisterprüfung in Mittelalterlicher Geschichte, Neuerer Geschichte und in Philosophie ab. 1990 absolvierte er seine Diplomprüfung im Maschinenbau und promovierte im März 1993 an der Ludwig-Maximilians-Universität München zum Dr. phil. Thema seiner Promotionsarbeit waren die Wechselwirkungen von Hochschule und Industrie in Deutschland und den USA in den Technikwissenschaften.
Von Januar 1989 bis Dezember 1992 arbeitete Dienel als Wissenschaftlicher Mitarbeiter am Deutschen Museum sowie am Zentralinstitut für Geschichte der Technik (TU München). Eine Gastprofessur führte ihn im Sommersemester 1997 an die Technische Universität Wien und im Wintersemester 2018/19 an die UC Berkeley. Von 1995 bis 2013 war Hans-Liudger Dienel Wissenschaftlicher Geschäftsführer des Zentrums Technik und Gesellschaft der Technischen Universität Berlin. Seit August 2013 ist er am Institut für Berufliche Bildung und Arbeitslehre der Technischen Universität Berlin Professor (W3) für Arbeitslehre, Technik und Partizipation. Dienel ist außerdem Gründer, Geschäftsführer und Inhaber des nexus Instituts für Kooperationsmanagement und interdisziplinäre Forschung. Seit 2018 ist Dienel Herausgeber der Zeitschrift Innovation. European Journal of Social Science Research (Routledge). Daneben bekleidet er zahlreiche weitere Ämter und Ehrenämter. 2015 wurde er zum Mitglied der Gelehrtengesellschaft Leibniz-Sozietät der Wissenschaften zu Berlin gewählt.
Hans-Liudger Dienel ist verheiratet mit Christiane Dienel, Professorin für angewandte Sozialwissenschaften und Gesundheitspolitik. Das Ehepaar hat drei Kinder. Die Familie ist kirchlich in der Evangelisch-Freikirchlichen Gemeinde Berlin-Steglitz beheimatet.

## Würdigungen (Auswahl)
- 1989: Wilhelm-Dettmering-Preis für Technik- und Wissenschaftsgeschichte der Georg-Agricola-Gesellschaft (Magisterarbeit)
- 1993: Rudolf-Kellermann-Preis für Technikgeschichte des Vereins Deutscher Ingenieure (Doktorarbeit)
- 1993 und 1995: Preis des Deutschen Museums für Publikationen in der Wissenschafts- und Technikgeschichte
- 2008–2014: Präsident der International Association for the History of Transport, Traffic and Mobility
- 2012: Visiting Fellow am Indian Institute of Advanced Study in Shimla
- 2018–2019: Visiting Professor an der UC Berkeley (USA)

## Veröffentlichungen (Auswahl)
- Herrschaft über die Natur? Das Naturverständnis deutscher Ingenieure 1871–1914. Stuttgart 1992, 2. Auflage 1997
- mit Helmut Hilz: Bayerns Weg in das technische Zeitalter. Geschichte der Technischen Universität München 1868–1993. München 1993
- mit Wolfgang Meighörner: Der Tretradkran. München 1995
- Ingenieure zwischen Hochschule und Industrie. Kältetechnik in Deutschland und Amerika, 1870 bis 1930. Göttingen 1995.
- Das Deutsche Museum und seine Geschichte. München 1998
- (Hrsg.): Der Optimismus der Ingenieure. Triumph der Technik in der Krise der Moderne um 1900. Stuttgart 1998
- mit Gunter Heinickel (Hrsg.): Mobilitäts- und Verkehrsforschung. Neuere empirische Methoden im Vergleich. Berlin 2001
- mit Hans-Joachim Harloff, Kees Christiaanse, Gabriele Wendorf und Klaus Zillich (Hrsg.): Nachhaltiges Wohnen. Befunde und Konzepte für zukunftsfähige Stadtquartiere. Heidelberg 2002
- mit Jenny Schmithals (Hrsg.): Handbuch Eventverkehr. Planung, Gestaltung, Arbeitshilfen. Berlin 2004
- mit Hans-Peter Meier-Dallach (Hrsg.): Die neue Nähe. Raumpartnerschaften verbinden Kontrasträume. Stuttgart 2004
- (Hrsg.): Stadt und Verkehr. Informationen zur Modernen Stadtgeschichte. 2006
- (Hrsg.): Verkehrsgeschichte auf neuen Wegen (Transport Infrastructure and Politics). In: Jahrbuch Wirtschaftsgeschichte. Band 1, 2007.
- mit Martin Schiefelbusch (Hrsg.): Public Transport and its Users. The Passenger’s Perspective in Planning and Customer Care. Ashgate, Farnham, Surrey, 2009.
- mit Hans-Ulrich Schiedt (Hrsg.): Die moderne Straße. Planung, Bau und Verkehr vom 18. bis zum 20. Jahrhundert. Frankfurt/New York: Campus 2010.
- u. a. (eds.): Terrorism and the Internet. Threats, Target Groups, Deradicalisation Strategies. Amsterdam/Berlin/Tokyo: IOS Press 2010.
- mit Raj Kollmorgen, Frank-Thomas Koch: Diskurse der deutschen Einheit: Kritik und Alternativen. Wiesbaden, VS Verlag  2011.
- mit Christine von Blanckenburg (Hrsg.): Alt und Jung im Handwerk. Ausbildungspaten und intergenerationelle Verantwortung als Erfolgsfaktor für die berufliche Praxis. Stuttgart: Steiner 2011.
- mit Dorothee Keppler, Birgit Böhm (Hrsg.): Die Bürgerausstellung. Die Perspektive von Bürgern und Bürgerinnen als Gegenstand qualitativer Sozialforschung und praktischer Beteiligung. München: Ökom 2013.
- u. a. (Hrsg.): Die Qualität von Bürgerbeteiligungsverfahren. Evaluation und Sicherung von Standards am Beispiel von Planungszellen und Bürgergutachten. München: Oekom 2014.
- mit Martin Schiefelbusch (Hrsg.): Linking Networks: The Formation of Common Standards and Visions for Infrastructure Development (Transport and Society). Abingdon: Ashgate 2014.